# Cibotium cumingii
Cibotium cumingii là một loài dương xỉ trong họ Cibotiaceae. Loài này được Kunze mô tả khoa học đầu tiên năm 1841.

## Hình ảnh

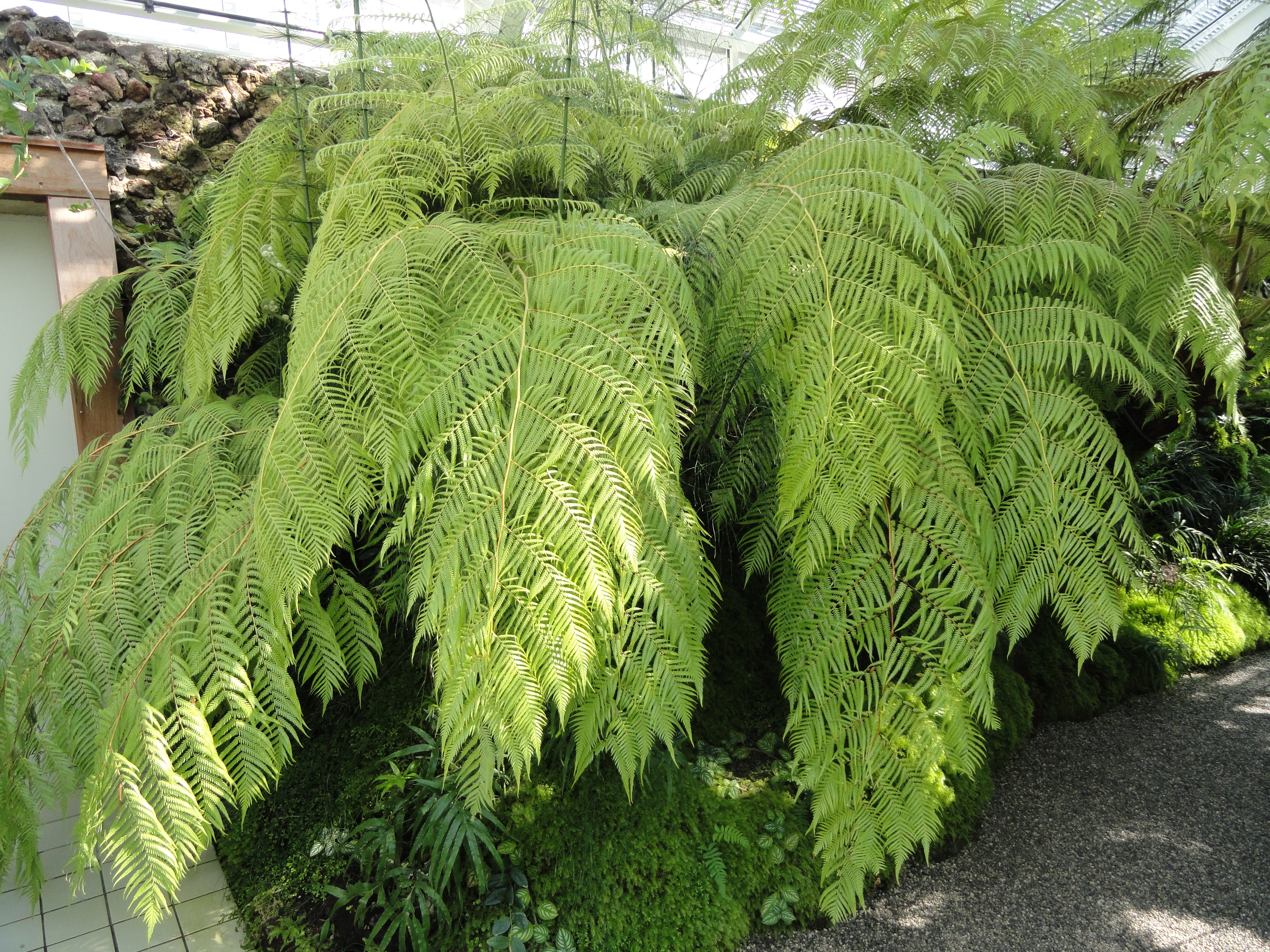